# Handball-Europameisterschaft der Frauen
Die Handball-Europameisterschaft der Frauen wird seit 1994 ausgespielt. Sie finden im Abstand von zwei Jahren statt. Nach einer Qualifikation treffen hier ab 2024 die besten 24 (zuvor die besten 16) Mannschaften der Europäischen Handballföderation (EHF) aufeinander. Das Turnier dient neben der Ermittlung der besten europäischen Mannschaft auch als Qualifikation für die Weltmeisterschaft. Die Europameisterschaften der Frauen und der Männer werden stets separat ausgetragen, finden jedoch immer im selben Jahr statt.
Aktueller Titelverteidiger ist Norwegen. Die nächste Handball-Europameisterschaft findet 2026 in Polen, Rumänien, Tschechien und der Türkei statt.

## Turniere im Überblick
Deutschland wurde als Veranstalter der ersten Europameisterschaften der Frauen 1994 ausgewählt und erreichte hierbei auch gleichzeitig mit dem zweiten Platz sein bislang bestes Ergebnis. Österreich konnte 1996 den dritten Platz erreichen, als man im kleinen Finale Deutschland besiegte. Insgesamt wurden die Turniere jedoch von den Mannschaften aus Norwegen (zehn Titel) und Dänemark (drei Titel) dominiert.
| Jahr | Gastgeberland                             | Teams | Europameister | Ergebnis | Zweiter     | Dritter     | Ergebnis | Vierter     |
| ---- | ----------------------------------------- | ----- | ------------- | -------- | ----------- | ----------- | -------- | ----------- |
| 1994 | Deutschland                               | 12    | Dänemark      | 27:23    | Deutschland | Norwegen    | 24:19    | Ungarn      |
| 1996 | Dänemark                                  | 12    | Dänemark      | 25:23    | Norwegen    | Österreich  | 30:23    | Deutschland |
| 1998 | Niederlande                               | 12    | Norwegen      | 24:16    | Dänemark    | Ungarn      | 30:24    | Österreich  |
| 2000 | Rumänien                                  | 12    | Ungarn        | 32:30    | Ukraine     | Russland    | 21:16    | Rumänien    |
| 2002 | Dänemark                                  | 16    | Dänemark      | 25:22    | Norwegen    | Frankreich  | 27:22    | Russland    |
| 2004 | Ungarn                                    | 16    | Norwegen      | 27:25    | Dänemark    | Ungarn      | 29:25    | Russland    |
| 2006 | Schweden                                  | 16    | Norwegen      | 27:24    | Russland    | Frankreich  | 29:25    | Deutschland |
| 2008 | Nordmazedonien                            | 16    | Norwegen      | 34:21    | Spanien     | Russland    | 24:21    | Deutschland |
| 2010 | Dänemark Norwegen                         | 16    | Norwegen      | 25:20    | Schweden    | Rumänien    | 16:15    | Dänemark    |
| 2012 | Serbien                                   | 16    | Montenegro    | 34:31    | Norwegen    | Ungarn      | 41:38    | Serbien     |
| 2014 | Kroatien Ungarn                           | 16    | Norwegen      | 28:25    | Spanien     | Schweden    | 25:23    | Montenegro  |
| 2016 | Schweden                                  | 16    | Norwegen      | 30:29    | Niederlande | Frankreich  | 25:22    | Dänemark    |
| 2018 | Frankreich                                | 16    | Frankreich    | 24:21    | Russland    | Niederlande | 24:20    | Rumänien    |
| 2020 | Dänemark                                  | 16    | Norwegen      | 22:20    | Frankreich  | Kroatien    | 25:19    | Dänemark    |
| 2022 | Slowenien Montenegro Nordmazedonien       | 16    | Norwegen      | 27:25    | Dänemark    | Montenegro  | 27:25    | Frankreich  |
| 2024 | Schweiz Österreich Ungarn                 | 24    | Norwegen      | 31:23    | Dänemark    | Ungarn      | 25:24    | Frankreich  |
| 2026 | Polen Rumänien Slowakei Tschechien Türkei | 24    |               |          |             |             |          |             |
| 2028 | Dänemark Norwegen Schweden                |       |               |          |             |             |          |             |
| 2030 | n. n.                                     |       |               |          |             |             |          |             |
| 2032 | Deutschland Dänemark Polen                |       |               |          |             |             |          |             |

## Medaillenspiegel
Stand nach 15 Europameisterschaften, einschließlich 2022.
| Rang | Land        | Goldmedaillen | Silbermedaillen | Bronzemedaillen | Gesamt |
| ---- | ----------- | ------------- | --------------- | --------------- | ------ |
| 1    | Norwegen    | 10            | 3               | 1               | 14     |
| 2    | Dänemark    | 3             | 4               | -               | 7      |
| 3    | Frankreich  | 1             | 1               | 3               | 5      |
| 4    | Ungarn      | 1             | -               | 4               | 5      |
| 5    | Montenegro  | 1             | -               | 1               | 2      |
| 6    | Russland    | -             | 2               | 2               | 4      |
| 7    | Spanien     | -             | 2               | -               | 2      |
| 8    | Schweden    | -             | 1               | 1               | 2      |
|      | Niederlande | -             | 1               | 1               | 2      |
| 10   | Deutschland | -             | 1               | -               | 1      |
|      | Ukraine     | -             | 1               | -               | 1      |
| 12   | Österreich  | -             | -               | 1               | 1      |
|      | Rumänien    | -             | -               | 1               | 1      |
|      | Kroatien    | -             | -               | 1               | 1      |

## Rekorde

### Spielerinnen
Meiste Tore
Die meisten Tore bei Europameisterschaften erzielte Cristina Neagu mit 303 in den Turnieren von 2008 bis 2022. Ihr folgen Nora Mørk (219, 2010 und 2014–2022), Jovanka Radičević (214, 2010–2014 und 2018–2022), Ágnes Farkas (205, 1994 und 1998–2002) sowie Isabelle Gulldén (203, 2008–2020).
Die meisten Tore bei einem der Turniere erzielte Bojana Radulovics mit 72 Treffern im Jahr 2004.
Die meisten Tore in einem Spiel erzielten mit je 17 Treffern Karolina Kudłacz-Gloc und Nathalie Hagman.
Meiste Teilnahmen
Die meisten Spiele bei Europameisterschaften absolvierte Katrine Lunde (60 Spiele, 2002–2012 und 2018–2022), ihr folgen Siraba Dembélé-Pavlović (54, 2006–2020), Karoline Dyhre Breivang (52, 2000 und 2004–2014), Camilla Herrem (51, 2008–2020) und Alexandra Lacrabère (51, 2006–2020).
Meiste Titelgewinne
Katrine Lunde ist mit sechs Titelgewinnen die Rekordhalterin. Mit je fünf Titeln folgen Nora Mørk, Stine Bredal Oftedal, Camilla Herrem, Kari Aalvik Grimsbø, Karoline Dyhre Breivang und Marit Malm Frafjord.

## Nachwuchsturniere
Für Juniorinnen- und Jugend-Mannschaften werden die U-19-Europameisterschaften sowie die U-17-Europameisterschaften veranstaltet.